# Wai Quayle
Waitohiariki Quayle, née en 1950 à Gladstone, en Nouvelle-Zélande, est une ecclésiastique anglicane néo-zélandaise. 

## Biographie
Née d'un père anglican et d'une mère mormone, elle descend des tribus Ngāti Kahungunu et Whakatohea.
Après avoir été ordonnée diacre en 2013 puis prêtre en 2014, elle devient archidiacre de Wairarapa de 2015 à 2019,. Depuis 2019, elle est évêque d'Upoko o Te Ika, dans le Te Pīhopatanga o Aotearoa, pour le diocèse anglican de la province d'Aotearoa, Nouvelle-Zélande et Polynésie. Elle est la première femme évêque maorie de l'Église anglicane et la première femme née en Nouvelle-Zélande à devenir évêque anglicane,.